# 2e étape du Tour d'Italie 1999
La 2e étape du Tour d'Italie 1999 s'est déroulée le 16 mai dans la région Sicile. Le parcours de 133 kilomètres reliait Noto, dans la province de Syracuse à Catane, dans la province éponyme. Elle a été remportée par l'Italien Mario Cipollini de la formation italienne Saeco.

## Récit
Mario Cipollini remet les pendules à l'heure à la suite de sa défaite de la veille en s'imposant au sprint et en prenant le Maillot Rose.
C'est sa 26e victoire d'étape sur le Tour d'Italie. Ce chiffre l'introduit seul à la deuxième place des vainqueurs d'étape du Giro, derrière Alfredo Binda (41 victoires) et devant Eddy Merckx (25 victoires).

## Classement de l'étape
| \| 1. \| Mario Cipollini \| \| Saeco \| en \| \| \| 2. \| Jeroen Blijlevens \| \| TVM-Farm Frites \| + \| 0 s \| \| 3. \| Dario Pieri \| \| Navigare \| \| m.t. \| |                   |  |                 |    |      |
| 1. | Mario Cipollini   |  | Saeco           | en |      |
| 2. | Jeroen Blijlevens |  | TVM-Farm Frites | +  | 0 s  |
| 3. | Dario Pieri       |  | Navigare        |    | m.t. |

## Classement général
| \| 1. \| Mario Cipollini \| \| Saeco \| en \| \| \| 2. \| Jeroen Blijlevens \| \| TVM-Farm Frites \| + \| 4 s \| \| 3. \| Ivan Quaranta \| \| Mobilvetta \| \| 8 s \| |                   |  |                 |    |     |
| 1. | Mario Cipollini   |  | Saeco           | en |     |
| 2. | Jeroen Blijlevens |  | TVM-Farm Frites | +  | 4 s |
| 3. | Ivan Quaranta     |  | Mobilvetta      |    | 8 s |